# Parque nacional Sierra de Perijá
El Parque nacional Sierra de Perijá es un parque nacional situado en la Cordillera de Perijá. Se extiende por los municipios de Perijá y Colón del estado de Zulia, en Venezuela. Fue inaugurado el 12 de diciembre de 1978. Se extiende sobre una superficie de 295.288 ha. (2.952 km²). Creado con el objetivo de preservar la biodiversidad de esta importante área montañosa.

## Geografía

### Relieve
Sus alturas varían entre 800 y más de 3.500 m, destacando Cerro Pintado (3.650 m s. n. m.) y Pico Tetari (3.750 m s. n. m.). La altitud posibilita el desarrollo de varios pisos climáticos y de vegetación, inclusive de páramos, estando cubierta la mayor parte del área protegida por densos bosques muy húmedos altos, bosques húmedos montanos y premontanos, y formaciones de matorral andino. por el boquete 
El paisaje está conformado por montañas casi verticales que se elevan abruptamente sobre los llanos de la depresión del Lago de Maracaibo, su estructura está dominada por fallas que son las que dan al relieve el carácter abrupto, presentando numerosas pendientes y valles en forma de "V". La topografía influye en la precipitación, la cual es de tipo orográfico, siendo las laderas orientales de la sierra más húmedas que las occidentales por el efecto de los vientos alisios. En la cordillera de Perijá nacen numerosos ríos que drenan hacia la hoya del Río Magdalena en Colombia o hacia la cuenca del Lago de Maracaibo; de los que drenan hacia esta última destacan los ríos Intermedio del Norte, Oro y Catatumbo, que constituyen una importante reserva de recursos hídricos para la región.

### Vegetación
Bosques ombrófilos basimontanos, semicaducos estacionales. Bosques ombrófilos submontanos, montanos siempre verdes. Páramos arbustivos. La vegetación está conformada por bosques ombrófilos basimontanos semicaducos, situados entre los 100 - 300 m s. n. m., estos bosques se caracterizan por ser densos con alturas que varían de media a alta y numerosas lianas.
A partir de los 800 y hasta los 2.500 m s. n. m. se localizan los bosques ombrófilos submontanos y montanos siempre verdes, los cuales son comunidades densas de altura media a alta que en su aspecto varían desde bosques siempre verdes submontanos hasta selvas nubladas montanas ricas en palmas, helechos arborescentes y epífitas, también se presentan especies endémicas como Chimarrhis perijaensis y Psychhotria perijaensis entre otras. 
Los páramos se extienden desde los 2800 m s. n. m. constituyendo comunidades formadas por plantas herbáceas y arbustivas de 1 a 3 m de alto, algunas con el hábito de roseta arborescente y numerosas especies endémicas como Espeletia perijaensis, Espeletia tillettii y Miconia limitaris.

### Fauna

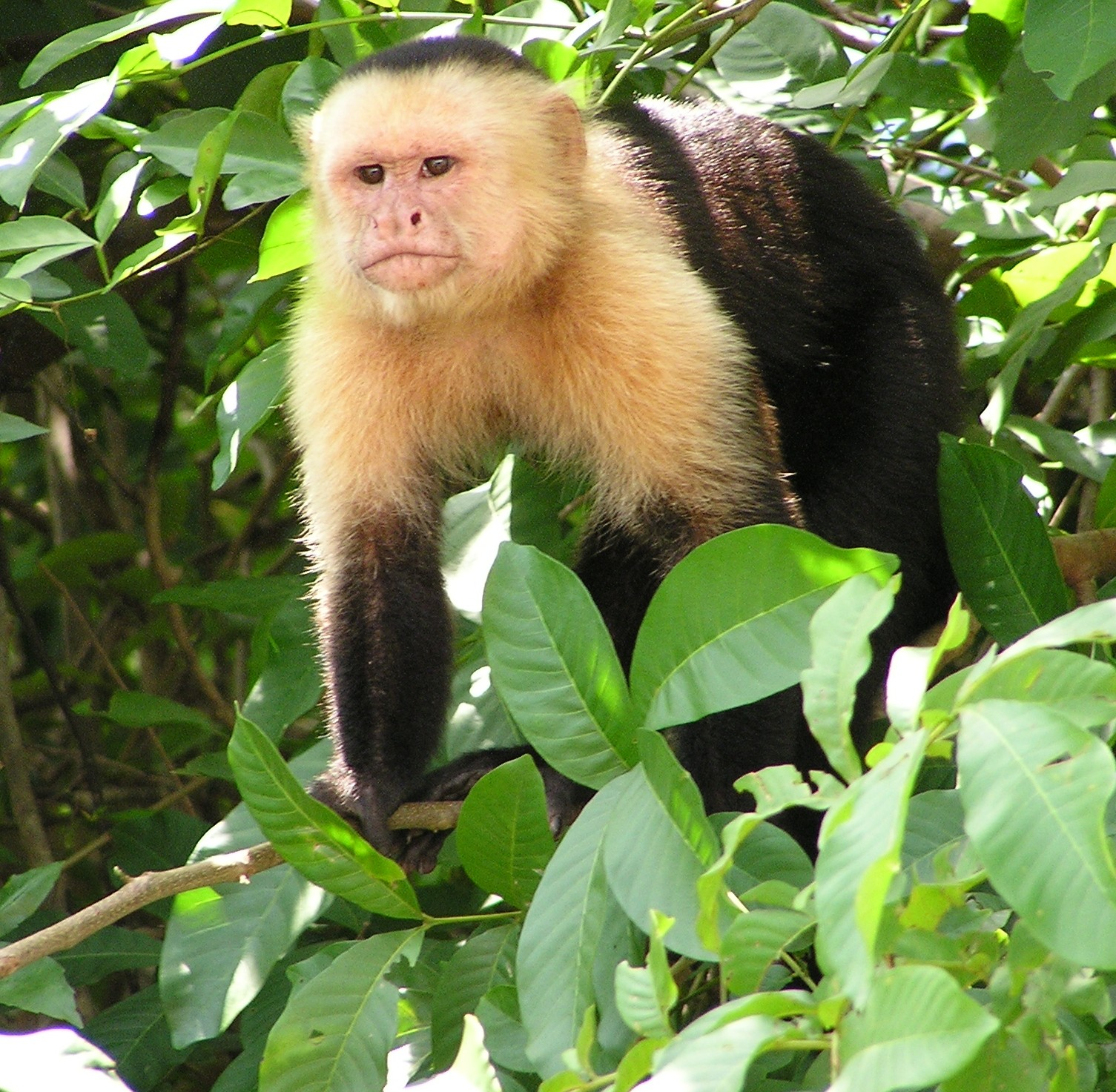
El Mono Cara Blanca es una de las especies que ocupan espacios en la Sierra de Perijá.

La fauna es rica en especies donde destacan:
- Puma (Puma concolor)
- Mono Cara Blanca (Cebus capucinus)
- Araguato
- Oso frontino (Tremarctos ornatus)
- paca (Agouti paca)

La avifauna es abundante y variada; se han reportado:
- Rey zamuro o cóndor real (Sarcoramphus papa)
- Paují copete de piedra (Pauxi pauxi)
- Guacamaya verde (Ara militaris)
- Cotorra negra (Psittacinae)
- Perico frente roja (Aratinga wagleri wagleri)

- Tucán pico de frasco (Ramphastidae)

También se han observado las siguientes serpientes:
- Tragavenados (Boa constrictor)
- Bejuca marrón (Oxybelis aeneus)
- Bejuca verde (Oxybelis fulgidus)
- Serpiente de Coral (Micrurus dumerili carinicaudus)
- Cascabel (Crotalus durissus)
- Mapanare (Bothrops asper)